# 이동희 (2000년)
이동희(李東熙, 2000년 2월 7일 ~ )는 대한민국의 축구 선수로 포지션은 센터백이며 현재 K리그1 포항 스틸러스 소속이다.

## 클럽 경력
수원공업고등학교를 졸업하였으며 호남대학교에 진학했다. 호남대에서 KBS N배 제15회 1,2학년 대학축구연맹전에서 팀의 주축으로 활약하며 우승을 경험하였다.
2021 시즌을 앞두고 울산 현대에 자유계약으로 입단하였다.
2022 시즌을 앞두고 부천 FC 1995로 이적하였다.